# Eurema
Eurema là một chi bướm ngày (màu cỏ úa) phân bố rộng khắp thuộc họ Pieridae. Chúng được tìm thấy rộng khắp Thế giới (trừ Nam Cực). Loài đặc trưng là Eurema daira.
Có hơn 70 loài thuộc chi này, nhưng khoảng hơn 300 tên gọi đã được dùng để chỉ chúng. Một vài loài có tên phổ biến như bướm cỏ úa châu Phi (E. hecabe), có hơn 80 tên đồng nghĩa. Bản thân chi này cũng có hơn 15 tên đồng nghĩa.

## Các loài

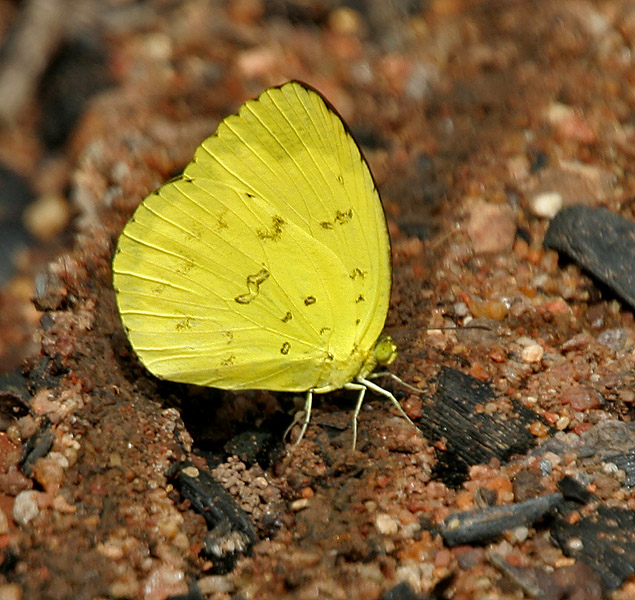
Eurema blanda- Three-spot Grass Yellow

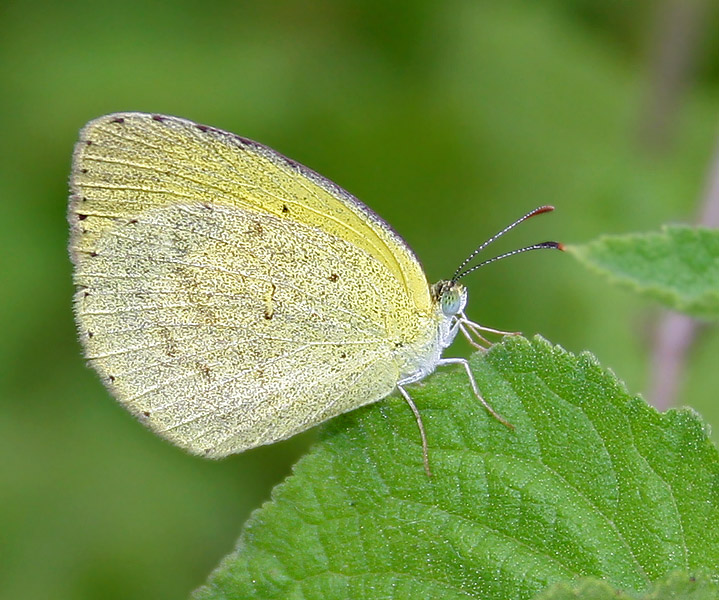
Eurema brigitta- Small Grass Yellow

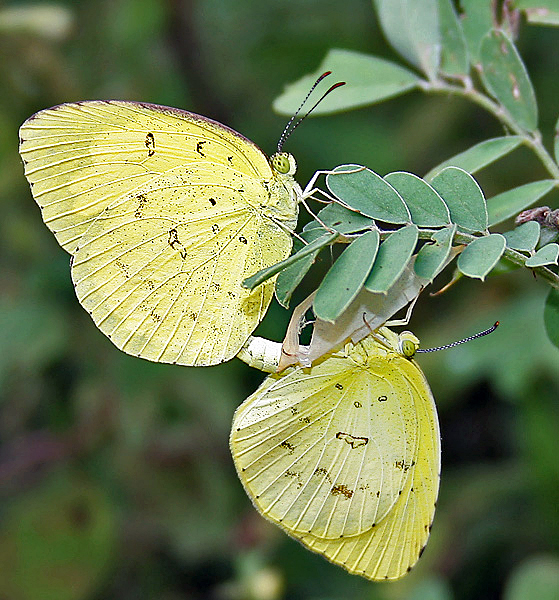
Eurema hecabe- Common Grass Yellow

Các loài được liệt kê theo thứ tự ABC trong nhóm.
- Eurema ada (Distant & Pryer, 1887)
- Eurema alitha (C.& R. Felder, 1862) – scalloped grass yellow
- Eurema andersonii (Moore, 1886) – one-spot grass yellow
- Eurema beatrix (Toxopeus, 1939)
- Eurema blanda (Boisduval, 1836) – three-spot grass yellow
- Eurema brigitta (Stoll, [1780]) – small grass yellow or no brand grass yellow
- Eurema candida (Stoll, [1782])
- Eurema celebensis Wallace, 1867
- Eurema desjardinsii (Boisduval, 1833) – angled grass yellow
- ?Eurema ecriva (Butler, 1873)
- Eurema esakii Shirôzu, 1953
- Eurema floricola (Boisduval, 1883) – Malagasy grass yellow
- ?Eurema halmaherana Shirôzu & Yata, 1981
- Eurema hapale (Mabille, 1882) – pale grass yellow or marsh grass yellow
- Eurema hecabe (Linnaeus, 1758) – common grass yellow
- Eurema herla (Macleay, 1826) – pink grass yellow
- ?Eurema hiurae Shirozu & Yata, 1977
- Eurema lacteola (Distant, 1886) – scarce grass yellow
- Eurema laeta (Boisduval, [1836]) – spotless grass yellow
- Eurema lombokiana Fruhstorfer, 1897
- Eurema mandarinula (Holland, 1892) – mandarin grass yellow
- Eurema mentawiensis Corbet, 1942
- Eurema novapallida Yata, 1992
- Eurema nilgiriensis Yata, 1990 – Nilgiri grass yellow
- Eurema puella (Boisduval, 1832) – broad-margined grass yellow
- Eurema regularis (Butler, 1876) – regular grass yellow
- Eurema sari (Horsfield, [1829]) – chocolate grass yellow
- Eurema sarilata Semper, 1891
- Eurema senegalensis Boisduval, [1836] – forest grass yellow
- Eurema simulatrix (Semper, 1891) – changeable grass yellow
- Eurema smilax (Donovan, 1805) – small grass yellow
- Eurema tilaha (Horsfield, [1829])
- Eurema nicevillei (Butler, 1898) – Malayan grass yellow
- Eurema timorensis Shirôzu & Yata, 1977
- Eurema tominia (Vollenhoven, 1865)
- Eurema upembana (Berger, 1981)
- Eurema zamida (Fruhstorfer, 1908)

Nhóm loài: 
- Eurema adamsi (Lathy, 1898)
- Eurema agave (Cramer, [1775])
- Eurema albula (Cramer, [1776]) – ghost yellow
- Eurema amelia (Poey, [1832])
- Eurema arbela Geyer, [1832]
- Eurema daira (Godart, [1819]) (type species) – barred yellow, fairy yellow, or barred sulphur
- Eurema deva (Doubleday, 1847)
- Eurema elathea  (Cramer, [1777])
- Eurema fabiola (C. & R. Felder, 1861)
- Eurema lirina (Bates, 1861)
- Eurema lucina (Poey, [1852])
- Eurema mexicana (Boisduval, [1836]) – Mexican yellow
- Eurema nigrocincta Dognin, 1889
- Eurema paulina (Bates, 1861)
- Eurema phiale (Cramer, [1775])
- Eurema reticulata (Butler, 1871)
- Eurema salome (C. & R. Felder, 1861) – Salome yellow
- Eurema tupuntenem Lichy, 1976
- Eurema xantochlora (Kollar, 1850) – tropical yellow

Nhóm loài abaeis:
- Eurema nicippe (Cramer, [1779])
- Eurema nicippiformis Munroe, 1947

Nhóm loài pyrisitia:
- Eurema chamberlaini Butler, 1897
- Eurema dina (Poey, 1832) – bush sulphur or dina yellow
- Eurema euterpiformis Munroe, 1947
- Eurema leuce (Boisduval, 1836) – Hall's sulphur
- Eurema lisa (Boisduval & Leconte, 1829) – little yellow
- Eurema messalina (Fabricius, 1787) – shy yellow
- Eurema nise (Cramer, [1775]) – mimosa yellow
- Eurema portoricensis (Dewitz, 1877) – Puerto Rican yellow
- Eurema proterpia (Fabricius, 1775) – tailed orange or little jaune
- Eurema pyro (Godart, 1819)
- Eurema venusta (Boisduval, 1836)

Nhóm loài teriocolias:
- Eurema zelia (Lucas, 1852)

Nhóm loài không rõ:
- Eurema doris (Röber, 1909)
- Eurema irena Corbet & Pendlebury, 1932
- Eurema ormistoni (Watkins, 1925)
- Eurema raymundoi (D'Almeida, 1928)
- Eurema tondana (Felder, C & R Felder, 1865)

## Hình ảnh

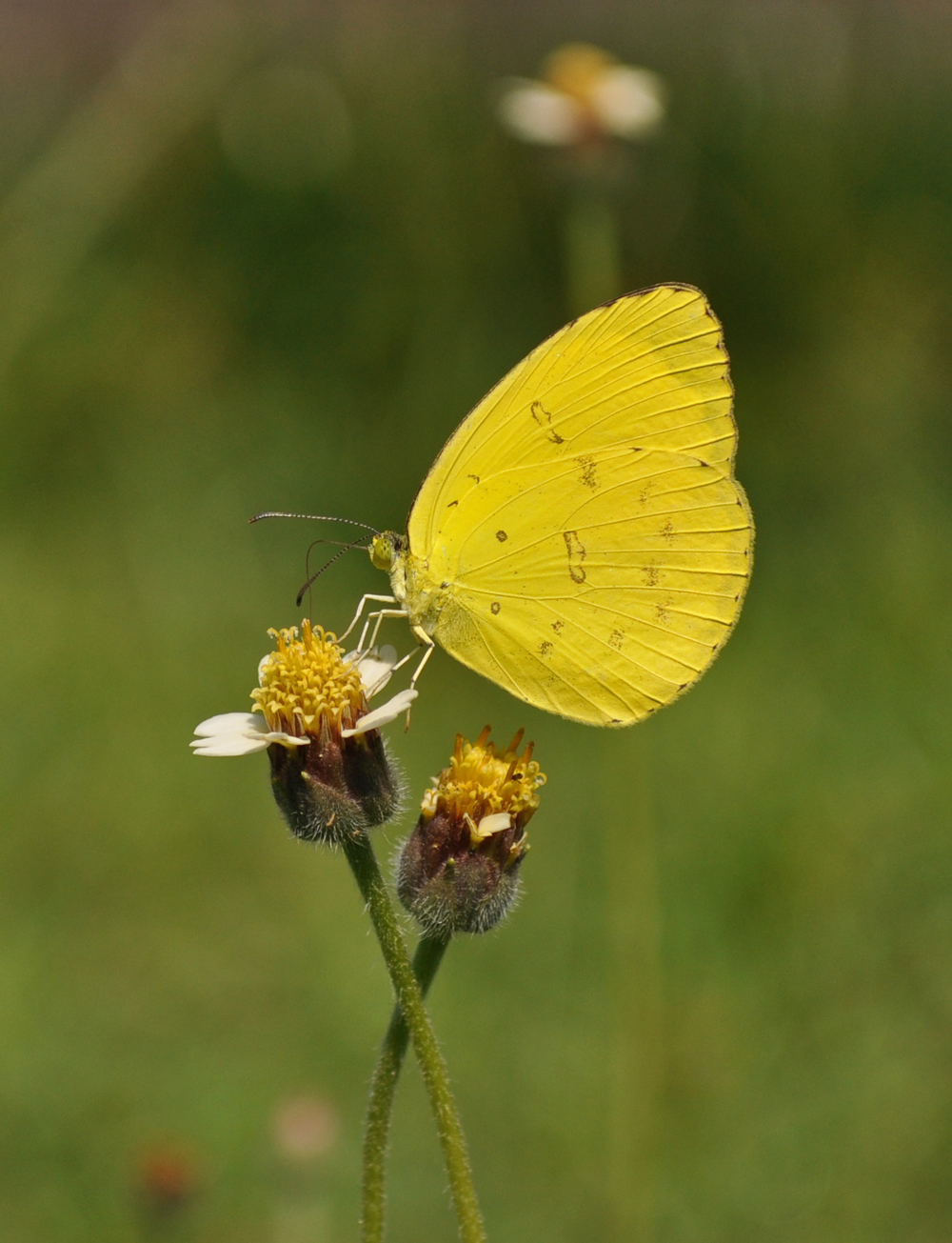
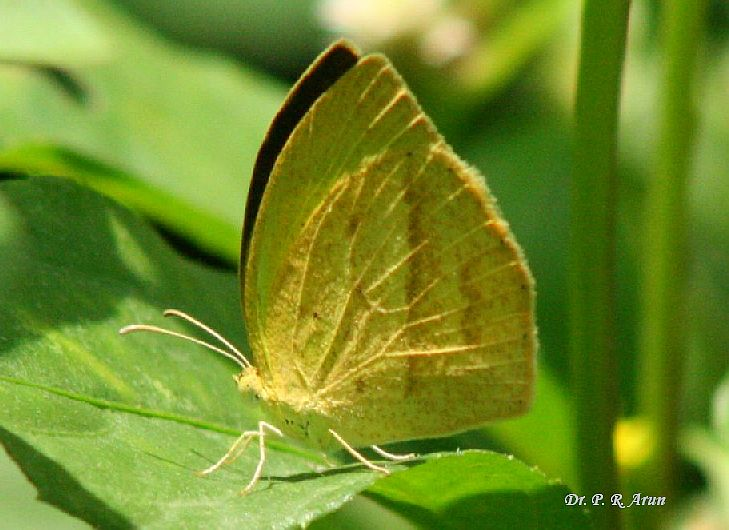
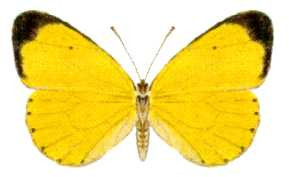
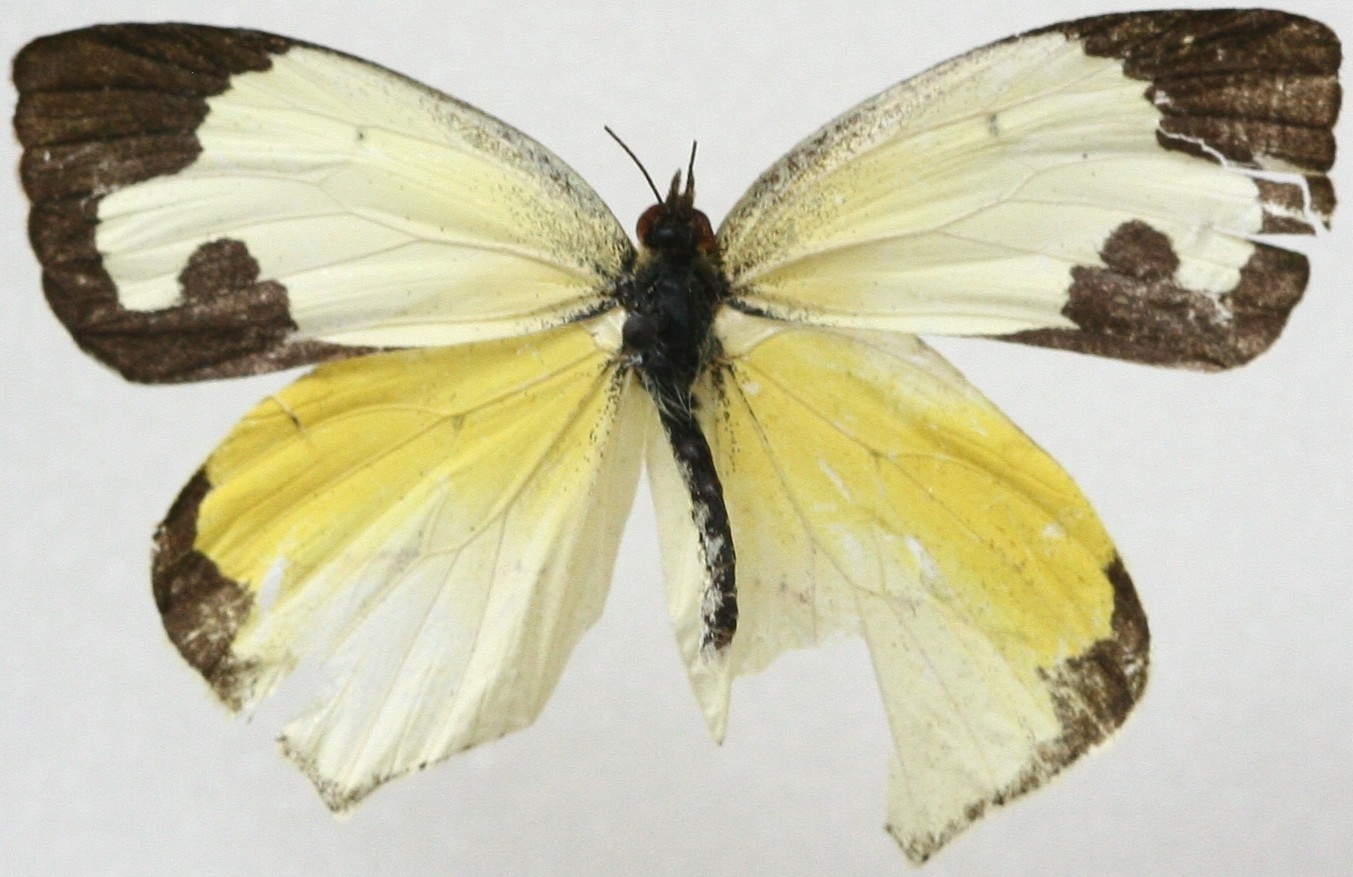